# بوعشير
بُوعَشِير قرية تقع في معتمدية الزريبة بولاية زغوان بالوسط التونسي.

### مواضيع ذات علاقة
- معتمدية الزريبة.
- ولاية زغوان.

1. ↑  "المناطق الترابية (العمادات) حسب الولايات والمعتمديات". اطلع عليه بتاريخ 2024-11-30.